# Ipotesi dello zoo
L'ipotesi dello zoo è una soluzione teorica del paradosso di Fermi, riguardante l'esistenza e il supposto comportamento di forme di vita extraterrestre tecnologicamente avanzate e le ragioni per cui queste sfuggono al contatto con la Terra.
L'ipotesi è che gli alieni evitino intenzionalmente la comunicazione con la Terra, e una delle sue interpretazioni principali è che facciano questo per non interferire con l'evoluzione naturale e sociale delle forme di vita terrestri: la Terra sarebbe quindi un ambiente protetto dal contatto esterno, una sorta di grande "zoo".
L'ipotesi cerca di spiegare l'apparente assenza di vita extraterrestre nonostante la plausibilità generalmente accettata e pertanto la ragionevole previsione della sua esistenza.
L'ipotesi dello zoo è stata indagata in molteplici modi nell'ambito della fantascienza.